# Gleichamberg
Gleichamberg is een ortsteil van de stad Römhild in de Duitse deelstaat Thüringen. Op 31 december 2012 fuseerde de gemeente Gleichamberg met de stad Römberg en andere gemeenten uit de Verwaltungsgemeinschaft Gleichberge tot de nieuwe stad Römhild.

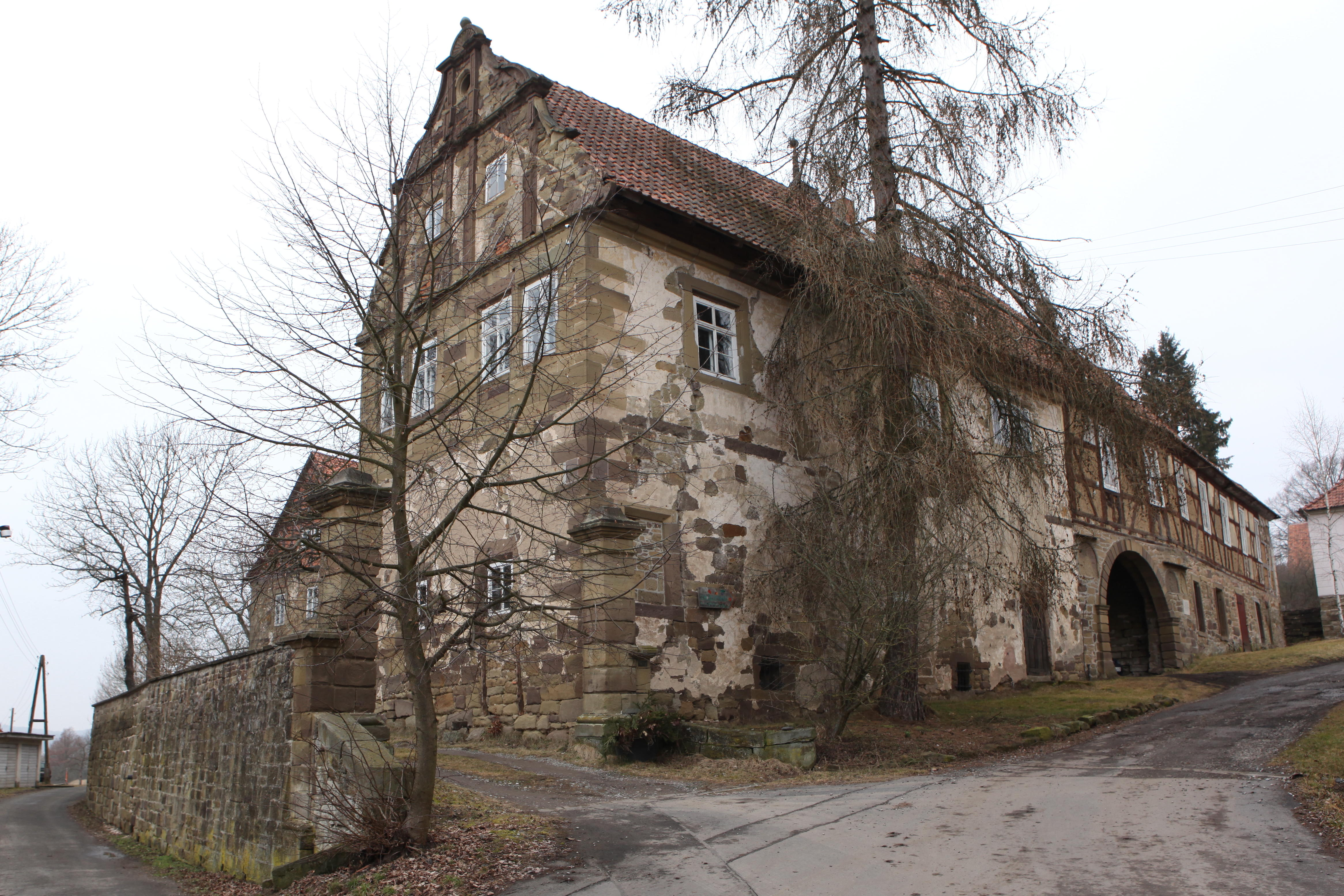
Slot